# Рио Гранде (Хухуй)
Рио Гранде (на испански: Río Grande) е река в Аржентина, провинция Хухуй. Влива се в Рио Бермехо, която от своя страна е приток на река Парагвай.
Рио Гранде извира в планините на Хухуй, след което тече през долината Кебрада де Умауака